# Zöld tárhely
Zöld vagy környezetbarát tárhely szolgáltatás a hagyományos webtárhely szolgáltatás egy új módja, aminek lényege, hogy a szolgáltató a saját, környezetre káros hatását minimalizálja.
Az információs technológia az ötödik legnagyobb energia felhasználású iparág, amely a világ szén-dioxid-kibocsátásának körülbelül 5%-ért felelős. 2007-ben az iparág teljes áramellátása 7.2 milliárd dolláros bevételt generált az áramszolgáltatóknál. Egy 2008-as becslés szerint pedig a jelenlegi növekedés mellett 2020-ra az iparág energiaigénye meghaladja a repülőgépiparét is, ahogy az autóipart már most megelőzi. A növekvő igények és a fejlett világ növekvő környezettudatossága miatt a zöld tárhely szolgáltatók száma világszerte növekszik.[forrás?]
Korábban a probléma megoldását a nemzetközi szakma elsősorban energiatakarékos eszközök fejlesztésében látta, azonban a gyakorlat azt mutatta, hogy a növekvő hatékonyság, növekvő felhasználást eredményez, mely nyereség szempontjából hasznos de a széndioxid kibocsátás nem változott.[forrás?]

## Főbb típusai

### Kompenzáló szolgáltatók
Elsősorban az Egyesült Királyságban elterjedt megoldás, hogy a hagyományos árammal működő adatközpont károsanyag kibocsátását faültetéssel, zöld területek létesítésével kompenzálja a szolgáltató.[forrás?]

### Zöld energia vásárló szolgáltatók
Elsősorban az Egyesült Államokban elterjedt megoldás, hogy az adatközpont vállalja, hogy az energiaigényét csak megújuló energiával üzemelő erőműtől vásárolják az áramot[forrás?]. Ez mindig drágább a fosszilis erőműből származó áramnál.

### Áramtermelő szolgáltatók
Az ipar legnagyobb cégei az adatközpont környékén saját erőművet, erőműveket építenek és ezekkel elégítik ki az adatközpont igényeit. A megújuló energia gyakori problémája, hogy nem egyenletesen áll rendelkezésre. Emiatt általában ezek a szolgáltatók azt vállalják, hogy az esetleges hiányukkal - melyet külső energiaforrásból fedeznek - legalább megegyező mennyiségű energiát visszatáplálják a külső energiaforrás hálózatába. Ritkán, de előfordul olyan szolgáltó is, amelyik a problémát több féle energiával üzemelő erőmű és némi energiatárolás segítségével oldja meg.

## Külső linkek
- DataCenterKnowledge.com - Green Data Centers
- DataCenterDynamics.com - Green Challenges in the Data Center
- EvancarMichael.com - Web Hosting Services Company in need of Renewable Energy Sources for Data Center